# Deutscher Kegler- und Bowlingbund
Der Deutsche Kegler- und Bowlingbund e. V. (DKB) ist der Spitzenverband für den Kegel- und Bowlingsport in Deutschland. Der DKB ist Mitglied im Deutschen Olympischen Sportbund und der Fédération Internationale des Quilleurs.

## Aufgaben
Zweck und Aufgabe des DKB ist es:
- den Kegel- und Bowlingsport planmäßig als Spitzen- und Leistungssport sowie Breiten- und Freizeitsport zu fördern
- den deutschen Kegel- und Bowlingsport in Staat und Gesellschaft sowie gegenüber nationalen und internationalen Sportorganisationen in Abstimmung mit den Disziplinverbänden zu vertreten
- alle Bestrebungen zur Errichtung und Erhaltung sportgerechter Kegel- und Bowlingbahnen zu unterstützen und die erforderlichen Technischen Vorschriften zu erlassen
- deutsche Meisterschaften zu veranstalten und andere sportliche Maßnahmen durchzuführen.
- Sportliche Führungs- und Lehrkräfte aus- und weiterzubilden
- die Jugendarbeit nach den Grundsätzen der DKB-Jugendordnung im Sinne der Deutschen Sportjugend und des Deutschen Olympischen Sportbund zu fördern[2]

## Geschichte
Im November 1884 schlossen sich in Krefeld einige Kegelklubs zusammen und gründeten den Keglerverband von Rhein und Ruhr. In diesem Jahr erschien die Deutsche Kegel- und Skatzeitung. Nachdem in Berlin der erste Ortsverband entstand, wurde auf dem Kegelkongress im Juni 1885 in Dresden der Zentralverband Deutscher Kegelklubs gegründet. Ab dem Jahre 1886 wurden regelmäßig Bundesfeste auf den damals anerkannten Asphalt- und Bohlenbahnen durchgeführt. Im Dezember 1889 wurde der Zentralverband Deutscher Kegler in den Deutschen Keglerbund (DKB) umbenannt. Die ersten deutschen Meisterschaften und der erste Dreibahnen-Vergleichskampf mit den USA auf Bohle-, Asphalt- und Bowlingbahnen fand im Jahre 1891 statt. Die Scherebahn wurde erst 1921 vom Deutschen Keglerbund zugelassen, die Bowlingbahn wird als weitere Bahnart 1929 zugelassen. Die Geschäftsführung hatte in der Person von Wilhelm Bombös in den 1930er Jahren ihren Sitz in Wernigerode.
Nach der Auflösung im Zweiten Weltkrieg erfolgte die Neugründung des Deutschen Keglerbundes 1950 in Bielefeld. Die ersten Weltmeisterschaften auf Scherebahnen fanden 1955 in Essen statt. Auch in Deutschland wurden die ersten vollautomatischen Kegelstellmaschinen in Betrieb genommen. Das 23. und bisher letzte Bundesfest des DKB wurde 1965 in Berlin auf Schere-, Bohle-, Bowling- und Asphaltbahnen ausgetragen. Es standen 48 Kegelbahnen für 5018 gemeldete Starts zur Verfügung.
Die ersten Kegelbahnen mit einer Kunststofflauffläche wurden Anfang der 1970er Jahre verbaut. Zur Weltmeisterschaft 1974 wurden die ersten Asphalt-Euro-Bahnen vorgestellt (ohne Bande, mit Fehlwurfrinne). Im Jahre 1985 feiert der DKB sein 100-jähriges Bestehen, im Dezember 1990 werden die neuen Bundesländer in den DKB aufgenommen.

## Bahnarten
Folgende Bahnarten wurden vom DKB zugelassen:
- Die Classicbahn, die vorwiegend im süddeutschen und südostdeutschen Raum beheimatet ist (Baden, Bayern, Sachsen, Thüringen, Hessen, Rheinland-Pfalz, Südbaden und Württemberg), besteht aus einer 19,50 m langen und 1,50 m (bei seitlicher Begrenzung durch Fehlwurfrinnen) breiten Kugellauffläche aus Asphalt oder Kunststoff.
- Die Bohlebahn, die überwiegend im norddeutschen Raum bespielt wird (Berlin, Bremen, Hamburg, Niedersachsen und Schleswig-Holstein), besteht aus einer 23,50 m langen und 0,35 m breiten gekehlten Kugellauffläche aus Holz oder Kunststoff, wobei die Bahn eine Gesamtsteigung von 10 cm aufweist.
- Die Scherenbahn, deren Einzugsgebiet im westdeutschen Raum liegt (Hessen, Niedersachsen, Nordrhein-Westfalen, Rheinland-Pfalz und Saarland), besteht aus einer 18 m langen, gleichfalls gekehlten Lauffläche, wobei sich die Breite von 0,35 m nach 9,50 m scherenartig auf 1,25 m erweitert. Auch diese Lauffläche ist aus Holz oder Kunststoff hergestellt.
- Die Bowlingbahn, im gesamten Bundesgebiet verbreitet, besteht aus einer 18,28 bis 18,30 m langen und 1,041 bis 1,065 m breiten Lauffläche aus Parkett.[4]

## Disziplinverbände
Für jede im DKB zugelassene Bahnart – Bohle, Bowling, Classic und Schere – ist ein Disziplinverband gebildet. Dieser hat jeweils die Rechtsstellung einer Sektion.
| Disziplinverband               | Kürzel | Bahnart | Mitglieder |
| ------------------------------ | ------ | ------- | ---------- |
| Deutscher Keglerbund Classic   | DKBC   | Classic | 56 %       |
| Deutscher Bohle-Kegler-Verband | DBKV   | Bohle   | 24 %       |
| Deutscher Schere-Keglerbund    | DSKB   | Schere  | 12 %       |
| Deutsche Bowling Union         | DBU    | Bowling | 9 %        |

## Mitglieder
Traditionell sind die Spieldisziplinen regional unterschiedlich. In fünf Bundesländern wird neben der dominierenden Bahn noch eine weitere verhältnismäßig stark bespielt: Sachsen-Anhalt (Bohle auf Rang 2), Niedersachsen, Rheinland-Pfalz und Hessen (Schere) sowie Brandenburg (Classic). Die folgende sortierbare Tabelle schlüsselt die DKB-Mitglieder in absoluten Zahlen und relativen Anteilen nach Landesverbänden und Bahnarten auf.
| lfd. Nr. | Landesverband          | Bohle | Classic | Schere | Bowling | gesamt | Bohle (%) | Classic (%) | Schere (%) | Bowling (%) |
| -------- | ---------------------- | ----- | ------- | ------ | ------- | ------ | --------- | ----------- | ---------- | ----------- |
| 1        | Schleswig-Holstein     | 8127  |         |        | 663     | 8790   | 92        |             |            | 8           |
| 2        | Hamburg                | 3650  |         |        | 922     | 4572   | 80        |             |            | 20          |
| 3        | Mecklenburg-Vorpommern | 2811  |         |        | 275     | 3086   | 91        |             |            | 9           |
| 4        | Bremen                 | 2728  |         |        | 364     | 3092   | 88        |             |            | 12          |
| 5        | Niedersachsen          | 13051 | 104     | 2732   | 1482    | 17369  | 75        | 1           | 16         | 9           |
| 6        | Berlin                 | 3701  | 314     | 16     | 1760    | 5791   | 64        | 5           | 0          | 30          |
| 7        | Brandenburg            | 3895  | 1772    |        | 346     | 6013   | 65        | 29          |            | 6           |
| 8        | Sachsen-Anhalt         | 1936  | 5579    |        | 213     | 7728   | 25        | 72          |            | 3           |
| 9        | Sachsen                | 131   | 13596   |        | 128     | 13855  | 1         | 98          |            | 1           |
| 10       | Thüringen              |       | 9895    |        | 196     | 10091  |           | 98          |            | 2           |
| 11       | Bayern                 |       | 32725   |        | 2638    | 35363  |           | 93          |            | 7           |
| 12       | Baden                  |       | 7900    |        | 1141    | 9041   |           | 87          |            | 13          |
| 13       | Südbaden               |       | 4363    |        | 21      | 4384   |           | 100         |            | 0           |
| 14       | Württemberg            |       | 6934    |        | 1538    | 8472   |           | 82          |            | 18          |
| 15       | Rheinland-Pfalz        |       | 4473    | 3004   | 412     | 7889   |           | 57          | 38         | 5           |
| 16       | Hessen                 | 54    | 7316    | 2712   | 1718    | 11800  | 0         | 62          | 23         | 15          |
| 17       | Nordrhein-Westfalen    | 49    |         | 9741   | 1815    | 11605  | 0         |             | 84         | 16          |
| 18       | Saarland               |       |         | 2005   | 20      | 2025   |           |             | 99         | 1           |
|          | DKB gesamt             | 40133 | 94971   | 20210  | 15652   | 170966 | 23        | 56          | 12         | 9           |

## Präsidium
| DKB-Präsidium              | DKB-Präsidium       |
| -------------------------- | ------------------- |
| Präsident                  | Uwe Oldenburg       |
| Vizepräsidentin Verwaltung | Dany Rosengard-Beck |
| Vizepräsident Finanzen     | Holger Zurek        |
| Vizepräsidentin Jugend     | Ulrike Klaus        |
| Sektionspräsidenten        |                     |
| DKBC-Präsident             | Lothar Müller       |
| DBKV-Präsident             | Dieter Arnold       |
| DSKB-Präsident             | Carsten Schinke     |
| DBU-Präsident              | Dieter Rechenberg   |